# Famille Baptiste
Pour les articles homonymes, voir Anselme et Baptiste.

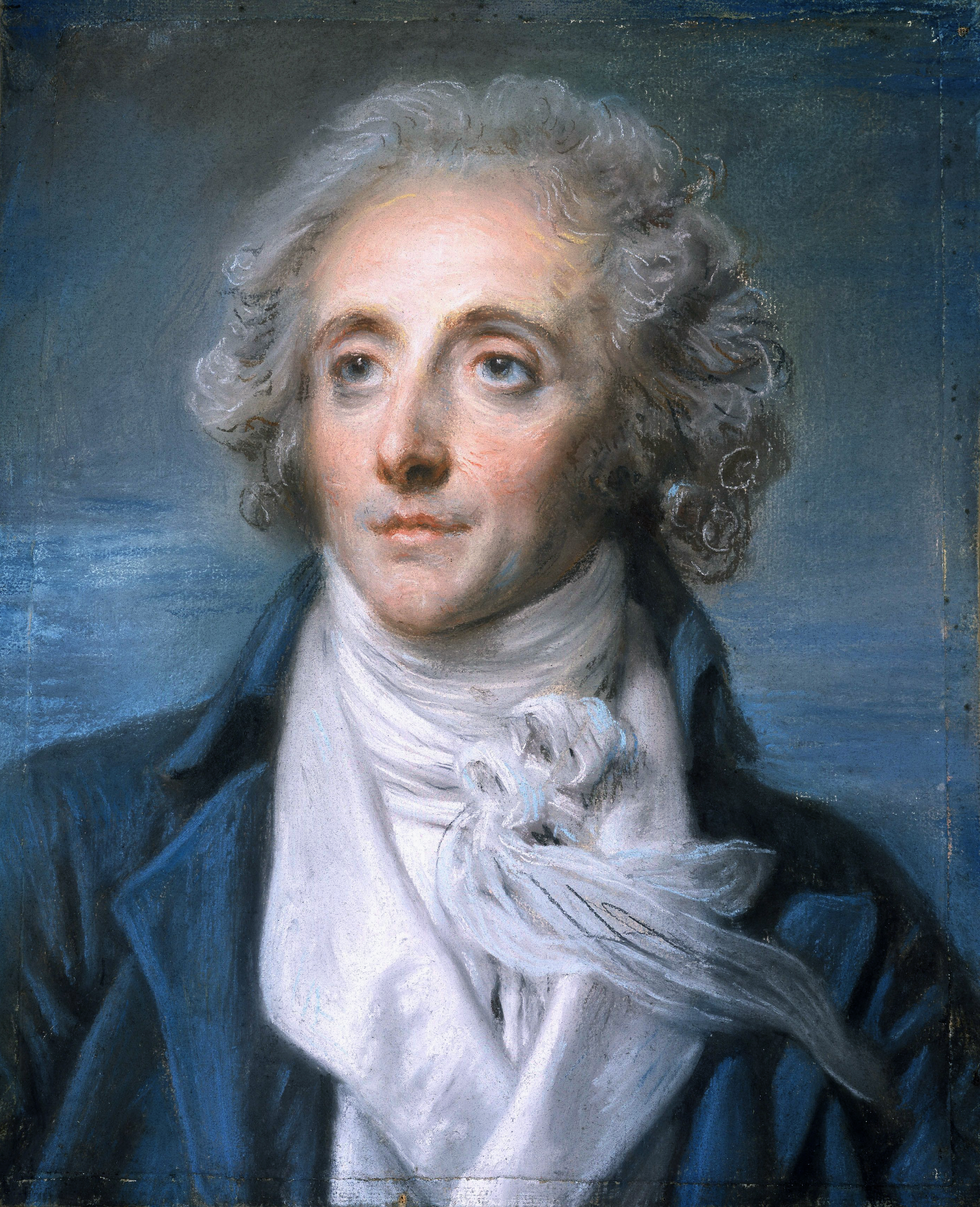
Jean-Baptiste Greuze, Portrait de Baptiste aîné, pastel, vers 1790, New York, The Frick Collection.

La famille Anselme, dite Baptiste est une famille de comédiens qui joua en France, aux Pays-Bas et en Suède durant six générations, aux XVIIIe et XIXe siècles.
Le père de la lignée de comédiens est Jean-Baptiste Anselme (Cavaillon, 14 mars 1699 - avant juin 1780), époux de Françoise Gravillon (1710-1781), dite Mme Baptiste mère. Le couple aura plusieurs enfants comédiens :
- Jacques-Baptiste (1732-1828), marié à La Haye à Marie Dumont (1733-1779). Leur fille Marie-Louise (1758-1822) fera carrière en Suède et épousera le danseur Jean-Rémy Marcadet (1755 - c. 1820)
- Marie-Blandine-Sophie (1734 - avant 1801)
- Joseph-François, dit Baptiste l'ancien (1736-1809), marié à Marie Bourdais (1742-1824), dite Mme Baptiste. Plusieurs enfants comédiens et musiciens :
  - Nicolas (1761-1835), dit Baptiste aîné, sociétaire de la Comédie-Française
  - Paul-Eustache (1765-1839), dit Baptiste cadet
  - Anne (1768-1832)
  - Joseph-François-Eugène-Benjamin (1772-1810), colonel d'Empire, père du général François Anselme
  - Cécile-Catherine (1780-1858), épouse Noël-Barthélemy Boutet de Monvel en 1810
- Rose-Albertine-Françoise, dite Rosette Baptiste (1740-1816), épouse François Lobjoy en 1782

## Pour approfondir